# 山陽本線優等列車沿革
山陽本線優等列車沿革（さんようほんせんゆうとうれっしゃえんかく）では、山陽鉄道による開業より山陽本線を経由して運行された特急列車・急行列車・準急列車の運行の沿革を主に記載する。

## 除外される事項
なお、以下のものについては、2010年現在運行されているないしは、それとの関連性が高いものについては記載を除外しているものがある。また、主に東京圏を始発・終着とし、東海道本線から直通した列車に関しては東海道本線優等列車沿革の項目も参照されたい。
- 山陽本線（在来線）の別線とされた山陽新幹線（東海道新幹線および九州新幹線直通列車含む）の列車群…当該項目および「のぞみ」・「ひかり」（「グランドひかり」・「ウエストひかり」・「ひかりレールスター」）・「こだま」・「みずほ」・「さくら」の各列車項目。
- 主に宇野線・宇高航路を介しての本州対四国連絡列車…「マリンライナー」。
- 京阪神・岡山 - 智頭急行智頭線・播但線・姫新線・伯備線（陰陽連絡路線）を経由して山陰地区を結ぶ列車（陰陽連絡列車）…「はくと」・「はまかぜ」・「いなば」・「やくも」の各列車項目。
- 関門トンネルを介しての山陰地区 - 九州地区連絡列車…「いそかぜ」・「まつかぜ」・「おき」の各列車項目。

## 列車の沿革

### 山陽鉄道時代
- 1888年（明治21年）11月 現在の山陽本線を建設・運営した私鉄である「山陽鉄道」が、初の開業区間である兵庫駅 - 明石駅間を開通させる。
- 1889年（明治22年）9月 山陽鉄道は神戸駅 - 兵庫駅間を開業させ、官営による現在の東海道本線と連絡するようになった。
- 1894年（明治27年）10月 山陽鉄道が、神戸駅 - 広島駅間（この年6月に開業）に日本初の長距離急行列車を運転開始。この当時は急行料金は徴収せず、普通列車同様乗車券のみで乗車できた。神戸 - 広島の所要時間は上下列車それぞれ8時間47分・56分であった。
- 1895年（明治28年）10月 急行列車は官営鉄道東海道本線に乗り入れ、関西の発着駅を京都駅とする。（後には大阪駅発着の列車も設定）
- 1899年（明治32年）5月 当時昼行・夜行あわせて4往復あった急行列車のうち1往復に日本初となる食堂車を連結。
- 1900年（明治33年）4月 夜行急行列車1往復に、日本初となる寝台車を連結。
- 1901年（明治34年）5月 山陽鉄道が神戸駅 - 下関駅間を全通させる。4往復の直通急行列車が設定され、うち1往復は「最急行」と呼ばれ特に高速で走った。神戸 - 下関間の最急行の所要時間は上下それぞれ12時間35分・40分であった。
- 1903年（明治36年）2月 最急行は神戸 - 下関間の所要時間を上下それぞれで11時間30分・20分にまで短縮、日露戦争前の最高記録となった。
- 1904年（明治37年）7月 日露戦争勃発の影響により、急行列車が全廃。
- 1905年（明治38年）8月 官営鉄道の東海道本線と乗り入れ、新橋駅 - 下関駅間直通の急行列車を登場させる。しかしながら時期尚早だったのか、3ヶ月で廃止となった。新橋 - 下関の所要時間は上下それぞれ35時間16分・5分だった。
- 1906年（明治39年）4月 「最急行」が復活、しかし神戸 - 下関間の所要時間は13時間30分前後と戦前よりだいぶ遅くなった。
  - 山陽鉄道、鉄道国有法の公布により国有化。

### 鉄道国有化後
- 1907年（明治40年）3月 新橋駅 - 下関駅間に直通の急行列車である5・6列車を設定。全区間所要時間は上下それぞれ26時間55分・28時間45分であった。
- 1912年（明治45年）6月 新橋駅 - 下関駅間に、日本初となる「特別急行列車（特急列車）」の1・2列車が運転を開始した。この列車に乗るには乗車券の他に特別急行券を必要とし、山陽本線では初の有料速達列車となった。新橋 - 下関間の所要時間は上下がそれぞれ25時間8分・15分であった。
- 1919年（大正8年）8月 東京駅（1914年＜大正3年＞12月に開業し、新橋駅に代わる東京のターミナル駅となった。） - 下関駅間にそれまでの食堂車が高級な「洋食堂車」であったのに対し、大衆向けの「和食堂車」を連結した急行列車である、3・4列車が設定される。
- 1923年（大正12年）7月 東京駅 - 下関駅間に、それまでの特急列車であった1・2列車が一等車・二等車のみの編成だったのに対して、大衆が利用していた三等車のみで編成された特急3・4列車が新設される。食堂車も1・2列車が洋食堂車だったのに対して、3・4列車は和食堂車だった。

### 戦前黄金時代
- 1929年（昭和4年）9月 1・2列車に「富士」、3・4列車に「櫻」という愛称が付けられた。これが日本における「列車愛称」の始まりである。
- 1930年（昭和5年）10月 東海道本線に特急「燕」（つばめ）が新設され、同時に「富士」・「櫻」や急行列車も大幅なスピードアップが図られる。
- 1934年（昭和9年）12月 山陽本線の麻里布駅（現在の岩国駅） - 櫛ケ浜駅間のルートは、それまで海岸沿いの柳井駅を経由するものであったが、このとき山沿いを経由する路線（岩国駅（現在の西岩国駅）・周防花岡駅経由、現在の岩徳線ルート）が完成して同経路が新しく「山陽本線」とされ、旧ルートは支線の「柳井線」となった。これに伴うダイヤ改正では特急「富士」・「櫻」は新ルート経由となったが、急行列車は新ルートの線路容量が単線で少ないことや、勾配が若干急であること（最大10‰）、港町であった柳井の重要性が未だ高かったことなどから、全3往復のうち1往復は柳井線経由で残された。またこのとき東海道本線や長崎本線でも大幅なルート変更が行われており、日本各地のどの優等列車も軒並みスピードアップされた。そしてこのころが、戦前の鉄道黄金期であった。この改正当時の山陽本線優等列車の概要は、下記のとおりである。
  - 特急列車 下記の2往復。

「富士」 東京駅 - 下関駅間運転。この改正でそれまでの一・二等車のみであった編成を改め、三等車が連結されるようになった。しかしながら高級列車であることは変わらず、また満洲からロンドン・ローマに至るまでの国際連絡運輸の一環をなす列車でもあったため、最後尾には一等展望車が連結されるなど、日本の威信を象徴するような設備・装飾が施されていた。
「櫻」 東京駅 - 下関駅間運転。この改正でそれまでの三等車のみであった編成へ、二等車が新たに連結されるようになる。
  - 急行列車 定期列車は一・二・三等急行1往復、二・三等急行2往復の計3往復設定。いずれも東京駅 - 下関駅間の設定で、1往復（二・三等急行9・10列車）は山陽本線内で夜行運転、残り2往復（二・三等急行5・6列車、一・二・三等急行7・8列車）は昼行運転であった。3往復とも寝台車・食堂車を連結していたが7・8列車は、「富士」同様国際連絡運輸の一環をなしていて、山陽本線の優等列車では「富士」以外では唯一一等寝台車と洋食堂車を連結するほか（他列車はすべて和食堂車）、京都 - 下関駅間では一等展望車も連結していた。また下りの5列車と上りの8列車は、前述した柳井線を経由する列車であった。このほか不定期列車として東京駅 - 下関駅間に二・三等急行1005・1006列車（二等寝台車・和食堂車連結、山陽本線内は夜行）と二・三等急行1009・1010列車（二等寝台車・和食堂車連結、山陽本線内は昼行）が運転されていた。

- 1935年（昭和10年）11月 呉線の三原駅 - 海田市駅間が全通し、急行7・8列車が同線経由となる。以後呉線は、山陽本線が瀬野駅 - 八本松駅間に22.6‰の「瀬野八」と呼ばれる急勾配区間を抱えていて、補助機関車（補機）を必要とするなど輸送力の障害となっていたことなどから、同線のバイパスルートとしての役割も担う事になった。
- 1937年（昭和12年）7月 東海道本線に特急「鷗」（かもめ）が新設されたのと同時に東海道・山陽本線の急行列車も再編され、それまでの東京駅 - 神戸駅間二・三等急行19・20列車を東京駅 - 下関駅間に延長、二・三等急行19・14列車（山陽本線内は昼行）となったことで東京駅 - 下関駅間運転の急行列車は定期4往復・不定期2往復となった。

### 戦時・戦後
- 1939年（昭和14年）11月 1937年（昭和12年）7月の盧溝橋事件を契機に勃発した日中戦争の戦況が泥沼化し、大陸方面への往来需要が増加したこともありダイヤ改正が行われ、山陽本線では大阪駅 - 下関駅間に昼行の二・三等急行1025・1026列車と夜行の二・三等急行1027・1028列車が新設される。
- 1940年（昭和15年）10月 昨年に引き続き輸送需要増大からダイヤ改正が行われ、東京駅 - 下関駅間にも二・三等急行1035・1038列車が新設された。
- 1941年（昭和16年）7月 戦時体制の強化と列車混雑緩和の目的から全列車で三等寝台車が使用停止となる。
- 1942年（昭和17年）11月 昨年12月に勃発した太平洋戦争が深刻化する中、この年6月に関門トンネルが開通し下関駅 - 門司駅間が山陽本線に組み入れられた。関門トンネルでの旅客列車の運行が開始されたこの11月に実施されたダイヤ改正では、それまで下関駅どまりであった列車の多くが九州へ足を進めるようになり、特急・急行の列車番号も東海道本線・山陽本線を直通する列車は一桁ないし二桁、東海道本線内のみを走る列車を100番台、山陽本線内のみを走る列車を200番台としたほか、以下の形で列車系統が再編された。
  - 特急列車では「富士」が長崎駅まで足を伸ばすようになったが、「櫻」は鹿児島駅まで延長となったものの、急行7・8列車に格下げとなった。
  - 急行列車では5・6列車を門司駅まで延長し11・12列車、7・8列車を鹿児島駅まで延長し3・4列車、9・10列車を博多駅まで延長し5・6列車としたほか、東京駅 - 下関駅間運行の19・14列車は13・14列車、1035・1038列車は15・16列車、大阪駅 - 下関駅間運行の1025・1026列車は202・203列車、1027・1028列車は204・205列車へ列車番号が変更された。
- 1943年（昭和18年）2月 戦況が悪化はじめた中でダイヤが改正され、石炭・戦時物資輸送の貨物列車が増発される一方で、旅客列車が大幅に削減されることとなった。
  - 7月 それまでの特急列車を「第一種急行」、急行列車を「第二種急行」と呼ぶようになり、1942年11月以前は特急「櫻」だった急行7・8列車は「第一種急行」に指定、列車番号も3・4列車に戻された。
  - 10月 列車がまた大幅に削減され、「富士」は博多駅打ち切りとなったほか、東京駅 - 門司駅間運行の急行5・6列車は東京駅 - 大阪駅間運行の急行105・106列車と統合される形で東京駅 - 長崎駅間運行の急行5・6列車として再編、東京 - 鹿児島駅間運行の急行7・8列車は一等寝台車・展望車連結廃止のうえ下関駅打ち切りの急行15・16列車となり、東京駅 - 門司駅間運行の急行11・12列車は急行7・8列車、東京駅 - 下関駅間運行の急行15・16列車は急行11・12列車に列車番号を変更、大阪駅 - 下関駅間運行の急行202・203・204・205列車は廃止された。
- 1944年（昭和19年）4月 「決戦非常措置要綱」に基くダイヤ改正が行われ、「富士」が廃止されて特急が全廃となり、そのほかにも東京駅 - 下関駅間運行の急行15・16列車が廃止、一般の営業列車から展望車・一等車・食堂車・寝台車が消滅した。
  - 10月 東京駅 - 下関駅間運行の急行11・12列車が廃止となったほか、輸送力増強のため、岩国駅 - 櫛ケ浜駅間で勾配が緩い柳井線を複線化して再び山陽本線とし、それまでの山陽本線は支線の岩徳線へ格下げとなった。
- 1945年（昭和20年）1月 各線で列車の削減が進み、山陽本線を走る急行列車も東京駅 - 鹿児島駅間運行（急行運転は東京駅 - 熊本駅間）の1・4列車、東京駅 - 門司駅間運行の5・8列車、東京駅 - 広島駅間運行（呉線経由）の7・6列車を残すのみとなった。
  - 3月 また列車が削減され、山陽本線を含め日本全国での優等列車は、東京駅 - 下関駅間運行の急行1・2列車（以前の1・4列車）のみとなる。
  - 6月 急行1・2列車、運行区間を門司駅まで延長。
  - 11月 東京駅 - 広島駅間に1往復の急行を設定。しかし1ヵ月後には石炭事情悪化で休止となり、その後も列車の増発と削減が繰り返された。
- 1947年（昭和22年）1月 急行列車と二等車が全廃される。
  - 4月 東京駅 - 博多駅・門司駅間に1往復ずつ、計2往復の急行列車が復活。この後は、各線で急行列車・準急列車が新設・増発されるようになった。
- 1948年（昭和23年）7月 このとき実施されたダイヤ改正で、東京駅 - 広島駅間に呉線周り1往復の不定期急行列車、東京駅 - 門司駅・広島駅間に1往復ずつの計2往復、大阪駅 - 長崎駅間に1往復、京都駅 - 門司駅間に1往復の、計4往復の不定期準急列車が設定される。その一方で、急行列車の速度が一部低下した。

### 復興・発展
- 1948年（昭和23年）12月 東京駅 - 鹿児島駅間運転の急行1・2列車に「特別寝台車」（翌年5月、「一等寝台車」となる）を連結。寝台車が復活した。
- 1949年（昭和24年）9月 このときのダイヤ改正で、1・2列車に食堂車を連結。食堂車も復活。
- 1950年（昭和25年）11月 この年10月実施のダイヤ改正に続いて、このときそれまで特急列車に限られていた列車愛称が、以下の急行列車にも付けられることになる。
「阿蘇」 東京駅 - 熊本駅間運転の31・32列車
「きりしま」 東京駅 - 鹿児島駅間運転の33・34列車（10月の時刻改正で、1・2列車から列車番号変更）
「雲仙」 東京駅 - 長崎駅間運転の35・36列車
「筑紫」 東京駅 - 博多駅間運転の37・38列車
「安芸」 東京駅 - 広島駅間運転の39・40列車
  - 大阪駅 - 広島駅間に準急307・308列車新設。
- 1951年（昭和26年）
  - 4月 大阪駅 - 博多駅間に、臨時急行3033・3034列車を運転開始。関西から九州へ向かう夜行急行列車が誕生した。
  - 11月 それまで京都駅 - 博多駅・都城駅間にて設定されていた準急205・206列車から分離して、「阿蘇」に東京駅 - 門司駅間にて併結する形で、東京駅 - 都城駅間に急行「たかちほ」を設定。
- 1952年（昭和27年）
  - 4月 連合軍専用列車として運行されていた列車が日本人にも一部開放され、それらの列車は「特殊列車」と呼ばれた。
  - 9月 臨時急行3033・3034列車は定期急行に格上げられ、「げんかい」と命名された。
- 1953年（昭和28年）3月 京都駅 - 博多駅間に特急「かもめ」を運転開始。1944年に「富士」が廃止された後、9年ぶりに山陽本線に特急列車が復活した。「げんかい」は、東京駅 - 博多駅間運行となる。
- 1954年（昭和29年）10月 「特殊列車」が普通の不定期急行列車に転換され、そのうち東京駅 - 佐世保駅間を運転していたものに「西海」、東京駅 - 博多駅間を運行していたものに「早鞆」と命名。「筑紫」は鹿児島駅までの運転となり、夜に出発して翌々日朝に目的地に到着するという夜行二泊の列車となった。「たかちほ」は併結相手を「阿蘇」から「げんかい」に変更。
- 1955年（昭和30年）
  - 7月 「げんかい」は、漢字書きの「玄海」となる。また同月、一等寝台車が利用率の悪かったことから廃止され、それまでの一等寝台は二等寝台A・B室、それまでの二等寝台は二等寝台C室となる。
  - 10月 中国地方から九州への便を図るべく、広島駅 - 門司駅間に臨時準急3207・3208列車を設定。
- 1956年（昭和31年）11月19日 東海道本線の全線電化完成[1]。ダイヤ改正
  - 東京駅 - 博多駅間に、特急「あさかぜ」を運転開始[1]。
優等列車では初めて関西圏を深夜通過する列車となる。関東 - 山陽・九州間を結ぶ特急としては前述した「富士」以来12年ぶりの復活。東京駅 - 博多駅間の所要時間は17時間25分で[1]、戦前の水準（「富士」20時間3分）を、大幅に更新した。なお、当時の急行列車は同区間に21 - 25時間を要した。
  - 他には、
    - 「玄海」は「あさかぜ」に輸送を譲り、京都駅 - 長崎駅間（大村線経由）に運行区間を変更[1]。
    - 同年3月から京都駅 - 熊本駅間に運行されていた臨時列車を定期急行「天草」に格上げ[1]。
    - 「西海」が定期列車になる。
    - このとき定期化された「早鞆」が「筑紫」に改称され、それまでの「筑紫」は「さつま」となる[2]。
    - 「きりしま」は、漢字書きの「霧島」となる。
    - 「たかちほ」は単独運転になるとともに、漢字書きの「高千穂」と改められて西鹿児島駅（現在の鹿児島中央駅）まで区間延長[2]、日本最長距離運転の急行列車となる。
    - 3207・3208列車が定期405・406列車となって長崎駅行き（大村線経由）となる。
    - 京都駅 - 広島駅間（呉線経由）に準急305・306列車が新設される。

といった動きがあった。
  - このダイヤ改正時の優等列車の様子は下記のとおりである。またこの年7月に経済企画庁（現在の経済産業省・内閣府）は経済白書で「もはや戦後ではない」と説き、日本は戦後復興から高度経済成長の時代へ突入していくことになった。
    - 特急列車 2往復

「かもめ」 京都駅 - 博多駅。昼行。
「あさかぜ」 東京駅 - 博多駅。夜行。
    - 急行列車 10往復

昼行列車
「筑紫」 東京駅 - 博多駅
「安芸」 東京駅 - 広島駅（呉線経由）
「さつま」 東京駅 - 鹿児島駅[2]
夜行列車
「阿蘇」 東京駅 - 熊本駅（筑豊本線経由）
「西海」 東京駅 - 佐世保駅
「高千穂」 東京駅 - 西鹿児島駅（日豊本線経由）
「霧島」 東京駅 - 鹿児島駅
「雲仙」 東京駅 - 長崎駅
「天草」 京都駅 - 熊本駅[2]
「玄海」 京都駅 - 長崎駅[2]（大村線経由）
    - 準急列車 3往復

305・306列車 京都駅 - 広島駅（呉線経由）。昼行。
307・308列車 大阪駅 - 広島駅（呉線経由）。夜行。
405・406列車 広島駅 - 長崎駅（大村線経由）。昼行。
- 1957年（昭和32年）6月　特急「かもめ」の三等車を特急用客車のスハ44系から急行用のナハ10系に変更。博多駅周辺のデルタ線で編成ごと方向転換するという大掛かりな作業を廃止して車両運用上の不便を解消するため、居住性を犠牲にしたうえでの車種変更であった。

### 新幹線開通以前の黄金時代
- 1957年（昭和32年）
  - 7月 東京駅 - 博多駅間に「あさかぜ」の補助列車として下りは30分先行、上りは30分後発する時刻に、臨時特急「さちかぜ」を設定。
  - 10月 以下のように変更。
    - 「さちかぜ」を定期列車に格上げし、運行区間を東京駅 - 長崎駅間に変更。
    - 「玄海」は京都駅 - 鹿児島駅間運転となり「桜島」に改称。
    - 準急307・308列車は京都駅発着となる。
- 1958年（昭和33年）
  - 4月 山陽本線姫路駅まで電化完成。優等列車は姫路駅まで電気機関車牽引となる。
  - 10月 ダイヤ改正に伴い、以下のように変更。
特急列車
    - 「あさかぜ」に寝台特急専用車両である20系客車を用いはじめる。
    - それによって余剰となった客車を用いて東京駅 - 鹿児島駅間に「はやぶさ」を設定。
    - 「さちかぜ」は「あさかぜ」と名前が紛らわしく、誤乗が絶えなかったこともあって「平和」と改称。

急行列車
    - 「さつま」は、門司港駅始発と大幅に区間短縮。その本州部分時間帯での代替列車として、広島駅 - 門司駅間に準急407・408列車が設定される。
    - 「桜島」は博多駅までに区間短縮されて「玄海」と再改称。
    - 準急305・306列車は急行列車に格上げされ、「宮島」と命名。
    - 京都駅 - 大社駅間（伯備線経由）に「だいせん」新設。（京都駅 - 岡山駅間は、「宮島」と併結）
- 1959年（昭和34年）
  - 7月 以下のように変更。
    - 「平和」に20系客車を導入し、「さくら」と改称。
    - 京都駅 - 大分駅間に、「天草」に門司駅まで併結される形で急行「くにさき」を新設。

  - 9月 以下の準急列車に列車愛称を与える。
    - 307・308列車…「ななうら[3]」、405・406列車…「ふたば[4]」、407・408列車…「長門」
- 1960年（昭和35年）
  - 5月 博多駅 - 長崎駅間に気動車準急「ながさき」新設に伴い、「ふたば」は博多駅打ち切り。
  - 6月 以下のように変更。
    - 岡山駅 - 博多駅間にキハ55系による気動車急行「山陽」新設。「ふたば」は「山陽」に道を譲って廃止。
    - 「くにさき」は、都城駅まで運行区間を延伸し、「日向」と改称。
    - 東京駅 - 西鹿児島駅間に不定期急行「桜島」を設定。
    - 気動車準急として、岡山駅 - 広島駅間（呉線経由）に「吉備」、岡山駅 - 岩国駅間に「にしき[5]」新設。

  - 7月 以下のように変更。
    - 等級制度の改変によりそれまでの一等車が廃されたうえで、二等車が新しく一等車に、三等車が二等車になった。
    - 「はやぶさ」の運行区間を東京駅 - 西鹿児島駅間に変更し、同時に20系客車を導入。

  - 10月 山陽本線倉敷駅まで電化完成。優等列車は岡山駅まで電気機関車牽引になる。
- 1961年（昭和36年）
  - 6月 山陽本線小郡駅 - 下関駅間、鹿児島本線門司港駅 - 久留米駅間電化完成。気動車、客車列車の優等列車に影響なし。
  - 10月 後に年月を取って「サン・ロク・トオ」と呼ばれるほどの、大規模なダイヤ改正が1950年（昭和25年）10月以来、11年ぶりに行われ、全国各地で特急・急行・準急列車が大増発されることとなった。日本の大動脈というべき東海道本線と山陽本線においては、それが特に力を入れて実施されることとなった。このとき、山陽本線三原駅まで電化完成。
特急列車
    - 「かもめ」がキハ82系を用いて気動車化され、京都駅 - 宮崎駅・長崎駅間（小倉駅まで併結）運転となる。
    - 同じ気動車を用いて大阪駅 - 広島駅間に「へいわ」、大阪駅 - 博多駅間に「みどり」新設。

これらの列車は、キハ82系の6両編成を「かもめ」は2本、「みどり」「へいわ」は1本使用して運転された。これにより、「かもめ」は、食堂車が2両連結されるという今では信じられないような豪華編成となっていた。また、「みどり」は初期故障対策の予備車確保という目的で12月まで運転開始が見送られた。
    - 毎日運転の不定期列車として東京駅 - 熊本駅間に「みずほ」新設。

急行列車
    - 気動車急行として広島駅 - 別府駅間に「べっぷ」、客車急行として東京駅 - 大分駅間に「ぶんご」（門司駅まで「筑紫」と併結）、大阪駅 - 佐世保駅間に「平戸」、寝台専用列車として、大阪駅 - 熊本駅間に「ひのくに」、大阪駅 - 広島駅間に「音戸」新設。
    - 「雲仙」と「西海」は併結運転となる。
    - 不定期では、大阪駅 - 博多駅間に「はやとも」、大阪駅 - 南延岡駅間に「第2日向」、大阪駅 - 長崎駅間に「第2玄海」が新設。
    - 「阿蘇」・「さつま」は名古屋駅発着に、「玄海」は長崎駅発着に変更。「宮島」は気動車化。
    - 「だいせん」は併結相手を「宮島」から「さつま」に変更。
    - 急行形のキハ58系気動車が「宮島」「べっぷ」「山陽」などで運転を開始。

準急列車
    - 東海型電車とよばれた153系電車によって大阪駅 - 三原駅間に「びんご」、キハ55系気動車によって広島駅 - 小郡駅（現在の新山口駅）間に「周防」が新設され、「長門」も気動車化のうえで小倉駅行きとなった。

この結果、山陽本線の優等列車は下記のようになった。
  - 昼行特急列車 定期3往復

「かもめ」 京都駅 - 長崎駅・宮崎駅 82系気動車
「みどり」 大阪駅 - 博多駅 82系気動車
「へいわ」 大阪駅 - 広島駅 82系気動車
  - 夜行特急列車 定期3往復・不定期1往復

「あさかぜ」 東京駅 - 博多駅 寝台列車 20系客車
「はやぶさ」 東京駅 - 西鹿児島駅 寝台列車 20系客車
「さくら」 東京駅 - 長崎駅 寝台列車 20系客車
「みずほ」 東京駅 - 熊本駅 寝台列車 在来形客車（不定期列車。実質は毎日運転）
  - 昼行急行列車 定期6往復

「べっぷ」 広島駅 - 別府駅 58系気動車
「山陽」 岡山駅 - 博多駅 58系気動車
「安芸」 東京駅 - 広島駅（呉線経由）
「筑紫」・「ぶんご」 東京駅 - 博多駅・大分駅
「さつま」 名古屋駅 - 鹿児島駅
「だいせん」 京都駅 - 大社駅（京都駅 - 岡山駅間は「さつま」に併結）
「宮島」 大阪駅 - 広島駅（呉線経由） 58系気動車
  - 夜行急行列車 定期10往復・不定期4往復

「霧島」 東京駅 - 鹿児島駅
「日向」 京都駅 - 都城駅
「ひのくに」 大阪駅 - 熊本駅 寝台列車
「雲仙」・「西海」 東京駅 - 長崎駅・佐世保駅
「玄海」 京都駅 - 長崎駅
「天草」 京都駅 - 熊本駅（筑豊本線経由）
「平戸」 大阪駅 - 佐世保駅
「阿蘇」 名古屋駅 - 熊本駅
「高千穂」 東京駅 - 西鹿児島駅（日豊本線経由）
「音戸」 大阪駅 - 広島駅（呉線経由） 寝台列車
「桜島」 東京駅 - 西鹿児島駅（不定期）
「はやとも」 大阪駅 - 博多駅（不定期）
「第2日向」 京都駅 - 南延岡駅（不定期）
「第2玄海」 京都駅 - 長崎駅（不定期）
  - 準急列車 6往復

「吉備」 岡山駅 - 広島駅（呉線経由） 気動車昼行
「長門」 広島駅 - 小倉駅 気動車昼行
「周防」 広島駅 - 小郡駅 気動車昼行
「にしき」 岡山駅 - 岩国駅 気動車昼行
「びんご」 大阪駅 - 三原駅 電車昼行
「ななうら」 京都駅 - 広島駅（呉線経由） 客車夜行
- 1962年（昭和37年）
  - 4月 広島以西に重点を置いた時間帯設定であった「周防」の利用率が高かったことから、その増発も兼ねて広島駅 - 下関駅間に準急「やしろ[6]」新設。「周防」も2往復に増発された。
  - 6月 山陽本線広島駅まで電化完成。
    - 東京駅 - 大阪駅間を運転していた特急「つばめ」2往復のうち1往復が広島駅発着となり、代わりに「へいわ」が運転開始からわずか8ヶ月で廃止となる。
    - 「宮島」は東京駅 - 広島駅間（山陽本線経由に変更）運転となる。さらに電車化されて2往復（東海道区間で昼行・夜行が1往復ずつ）に増発される。なお、「宮島」は日本最長距離運転の定期電車急行 (894.8km) となり、以後、この記録は破られることはなかった。

この両列車は、瀬野駅 - 八本松駅間の急勾配を151系電車、153系電車では出力不足のため自力で登ることができず、上り列車においてはEF61形などの補助機関車を連結して登坂することになった。
    - 「びんご」は2往復に増発。「にしき」は呉線経由となる。

  - 10月 以下のように変更。
    - 「みずほ」は定期列車に格上げ。
    - 「音戸」は下関駅まで運行区間を延長。
    - 「さつま」と「だいせん」はそれぞれ単独運転に。「だいせん」は気動車化。
    - 「安芸」は寝台列車化。
- 1963年（昭和38年）
  - 4月 岡山駅 - 広島駅間に、80系電車を使用して準急「とも[7]」2往復新設。「だいせん」は赤穂線経由に変更。
  - 6月 以下のように変更。
    - 「みずほ」に20系客車を導入。同時に大分駅発着編成を連結するようになる。
    - 広島駅 - 長崎駅間に気動車急行「出島」新設。（広島駅 - 小倉駅間は「べっぷ」と併結）

  - 10月 大阪駅 - 西鹿児島駅間に、急行「しろやま」新設。

同列車は、九州の重要地である福岡市などを深夜に通過するという、斬新なダイヤを組んだ。
- 1964年（昭和39年）3月 「べっぷ」と「出島」が分離され、「出島」は呉線の呉駅発着となった。

### 東海道新幹線開業
- 1964年（昭和39年）10月 この月の1日に東海道新幹線が開業し、それに伴って山陽本線には「新幹線との連絡輸送」という新しい使命が生まれた。同時に山陽本線の全線電化も完成したことに伴い、ダイヤ改正が実施された。

特急列車
- 「つばめ」・「はと」 新大阪駅 - 博多駅間 各1往復 新設
- 「しおじ」 新大阪駅 - 下関駅間 新設

この3列車は、151系電車を使用して設定され、「つばめ」・「はと」は、東海道特急から「東海道新幹線の連絡列車」として生まれ変わった。しかし、東京駅 - 広島駅間運転時代の「つばめ」同様の151系では「瀬野八」の急勾配を出力不足のため自力で登ることができず、153系・80系を使用した急行・準急同様、この区間の上り列車においては、引き続きEF61形などの補助機関車の世話になることになった。また「つばめ」・「はと」は交流電化の九州区間にも乗り入れたが、151系は直流電化区間用の車両であるため、この区間ではサービス用電源車サヤ420を介して交流用電気機関車に牽引されて走行することになった。前者の問題は151系の出力を向上させた181系電車に改造される1966年（昭和41年）8月まで、後者の問題は交直流電車の481系電車 に置換えられる1965年（昭和40年）10月まで続いた。
他には、
- 「みどり」が運行区間を新大阪駅 - 熊本駅・大分駅間（小倉駅まで併結）に変更。
- 「みずほ」の大分駅発着編成を分離し、「富士」が東京駅 - 大分駅間で運転開始。

急行列車
- 「しろやま」・「音戸」が新大阪駅始発となる。
- 「筑紫」・「ぶんご」は廃止。
- 「宮島」は再び大阪駅 - 広島駅間となる。
- 「阿蘇」の食堂車が編成から外されて「さつま」の名古屋駅 - 門司駅間に連結される。
- 大阪駅 - 博多駅間に「つくし」新設。昼行客車。
- 大阪駅 - 下関駅間に「関門」新設。153系電車使用。

- 1965年（昭和40年）3月 「やしろ」は80系電車化され、同時に岡山駅 - 下関駅間運転となった。
  - 10月 新幹線の本格稼動（東京 - 大阪間の所要時間を、当初の4時間から計画どおりの3時間10分にする）を翌月に控え、全国規模のダイヤ改正がこのとき行われた。鹿児島本線熊本駅まで電化も完成していたため、山陽本線では前年に続き、大規模な変動があった。

特急列車
- 「つばめ」 名古屋駅 - 熊本駅 481系電車
- 「はと」 新大阪駅 - 博多駅 481系電車
- 「しおじ」 2往復に増発。
- 「しおかぜ」（2往復） 新大阪駅 - 広島駅 181系電車 新設
- 「いそかぜ」 大阪駅 - 宮崎駅 82系気動車 新設
- 「あかつき」 新大阪駅 - 長崎駅・西鹿児島駅 20系寝台列車 新設
- 「富士」は東京駅 - 西鹿児島駅（日豊本線経由）となり、日本最長距離運転の特急列車となる。
- 「さくら」は運行区間を東京駅 - 長崎駅・佐世保駅間に変更。
- 「かもめ」は運行区間を京都駅 - 西鹿児島駅・長崎駅間に変更。
- 「みどり」は運行区間を新大阪駅 - 大分駅・佐世保駅（筑豊本線経由）間に変更。

急行列車
- 「夕月」 新大阪駅 - 宮崎駅 寝台列車 新設
- 「海星」 新大阪駅 - 博多駅 寝台列車…不定期急行「はやとも」を定期化し寝台専用列車化。
- 「有明」 岡山駅 - 熊本駅…「山陽」を区間延長し475系電車化。
- 「山陽」 広島駅 - 博多駅…準急「長門」を格上げして区間延長し475系電車化。
- 「みずしま」 岡山駅 - 下関駅…準急「やしろ」を格上げ。

「みずしま」の停車駅は準急時代とさして変わらず、“単なる料金値上げ”だと揶揄された。
- 「青島」 広島駅・門司港駅 - 西鹿児島駅（日豊本線経由）

…「べっぷ」と「にちりん」（門司港駅 - 西鹿児島駅間編成分）を統合。
- 「関門」は2往復に増発。（増発分の運転開始は12月）
- 「つくし」は、475系電車化し、2往復に増発。（1往復の下関駅 - 博多駅間の運転開始は12月）
- 「宮島」は1往復に削減され、新大阪駅発着になる。
- 「平戸」は京都駅発着に、「しろやま」は大阪駅発着に、「天草」は下り大阪駅発、上り新大阪駅着に変更。
- 「さつま」が系統分割されて、名古屋駅 - 博多駅間の電車急行「はやとも」、門司港駅 - 鹿児島駅間の夜行急行「はやと」となる。

準急列車
- 「やしろ」が改めて広島駅 - 下関駅間の列車として2往復新設され、その代わりに「周防」が1往復削減される。

- 1966年（昭和41年）3月 国鉄の制度改正により、運行距離が100kmを超える準急列車はすべて急行列車に格上げされる。

「吉備」・「にしき」・「とも」・「やしろ」・「周防」・「ななうら」といった山陽本線の準急列車はすべて急行列車となる。
- 「出島」の運行区間を呉駅 - 長崎駅・佐世保駅に変更。
- 修学旅行列車「わこうど」の季節間合いを使用して、東京駅 - 下関駅間に不定期急行「長州」新設。

- - 10月 下りの「とも」・「やしろ」1本ずつを統合して「みずしま」としたため、「とも」・「やしろ」は下り1本・上り2本、「みずしま」は下り2本・上り1本となる。
- 1967年（昭和42年）10月 日豊本線が幸崎駅まで電化
  - 寝台急行「海星」を格上げし、世界初の電車寝台列車となる「月光」が新大阪駅 - 博多駅間で運転開始。車両は新規に開発された581系電車を使用し、ここから581系と翌年に登場した改良型である583系電車は「月光型電車」と呼ばれるようになった。
  - 「みどり」は新大阪駅 - 大分駅間の電車特急（581系使用）となり、佐世保駅発着編成（筑豊本線経由）は大阪駅 - 宮崎駅間運行の気動車特急「いそかぜ」に連結されることとなった。
  - 「有明」は九州内に新設されることになった特急列車の名に転じ、岡山駅 - 熊本駅間急行は「しらぬい」と改称。
  - 「霧島」は運行区間を東京駅 - 西鹿児島駅間に変更。
  - それまでの観光団体専用列車を普通急行列車に転換する形で、東京駅 - 長崎駅・大分駅間に不定期の急行列車「五島」・「くにさき」（門司駅まで併結）を新設。
- 1968年（昭和43年）1月24日、佐世保エンタープライズ寄港阻止闘争を終えた学生らが帰京し、帰京に使われた「西海」「雲仙」は"全学連列車"と呼ばれた[10]。
- 1968年（昭和43年）10月 「ヨン・サン・トオ」と後に呼ばれることになる、「サン・ロク・トオ」と並ぶほどの大規模なダイヤ改正が行われ、特急・急行が増発される。また、列車愛称の整理と準急種別の廃止もこのとき行われた。山陽本線においてもこのダイヤ改正の影響は大きく、下記のような変化があったほか、各列車とも従来より1時間前後の運転時間短縮が行われた。なおこのときから、「不定期列車」は「季節列車」と呼ばれるようになった。
- 定期特急

新設列車
「なは」 大阪駅 - 西鹿児島駅 気動車 （「かもめ」の西鹿児島編成を改称。小倉駅まで「日向」を併結）
「日向」 大阪駅 - 宮崎駅 気動車（「いそかぜ」の宮崎編成を改称。小倉駅まで「なは」と併結）
「金星」 名古屋駅 - 博多駅 電車寝台 （583系を使用）
「明星」 新大阪駅 - 熊本駅 電車寝台 （同上。「ひのくに」を格上げ）
「彗星」 新大阪駅 - 宮崎駅 客車寝台
増発列車
「はと」 1往復→定期1往復・季節1往復
「しおじ」 2往復→3往復（新大阪駅 - 広島駅（「しおかぜ」を統合）、下関駅）
「あさかぜ」 1往復→2往復（「雲仙」「西海」の東京駅 - 博多駅間を格上げ）
「月光」 1往復→2往復
「あかつき」 1往復→2往復（新大阪駅 - 西鹿児島駅・長崎駅、西鹿児島駅・佐世保駅）
その他
「かもめ」 京都駅 - 長崎駅・佐世保駅（「いそかぜ」の佐世保編成を改称。筑豊本線経由）間に運行区間を変更。
「はやぶさ」 東京駅 - 西鹿児島駅・長崎駅間に運行区間を変更。
「つばめ」「はと」は583系に、「みどり」は481系に使用車両を変更。
廃止列車
「しおかぜ」・「いそかぜ」
- 定期急行

新設列車
「玄海」 名古屋駅 - 博多駅 475系電車 （「はやとも」を改称）
「ながと」（2往復） 新大阪駅 - 下関駅 153、165系電車 （「関門」を改称）
「とも」（定期3往復、季節1往復） 新大阪駅・大阪駅 - 三原駅 153系電車 （「びんご」を改称）
「山陽」（3往復） 岡山駅 - 広島駅・下関駅 153、165系電車 （「みずしま」・「とも（旧）」を統合）
「はやとも」 広島駅 - 博多駅 475系電車 （「山陽」を改称）
「日南」（2往復） 京都駅 - 都城駅・大阪駅 - 宮崎駅 客車寝台 （「日向」・「夕月」を統合）
「雲仙」 京都駅 - 長崎駅 客車寝台 （「玄海」を改称）
「西海」 大阪駅 - 佐世保駅（定期、季節各1往復） 客車寝台 （「平戸」を改称）
「おき」 京都駅 - 大社駅（赤穂線経由、出雲市駅 - 大社駅間普通列車） 気動車 （「だいせん」を改称）
増発列車
「つくし」 2往復→定期2往復（1往復夜行）・季節1往復
「音戸」 1往復→2往復（新大阪駅 - 下関駅、京都駅 - 広島駅（「ななうら」を改称）。呉線経由）
「吉備」 1往復→2往復（岡山駅 - 広島駅、岩国駅（「にしき」を改称）。呉線経由）
その他
「霧島」と「高千穂」が併結運転になる。
「天草」は京都駅発着に変更。
廃止列車
「ひのくに」・「平戸」・「夕月」・「日向」・「関門」・「ななうら」・「びんご」・「にしき」・「みずしま」・「周防」
※「周防」は、類似時間帯を走る「しろやま」に吸収される。
- 季節急行

新設列車
「ながさき」 東京駅 - 長崎駅 客車寝台
「べっぷ」 新大阪駅 - 大分駅（3往復。内1往復は、小倉駅まで季節「つくし」と併結）
廃止列車
「五島」・「くにさき」
※「五島」はこの後、1980年ごろまで名古屋駅 - 長崎駅間にて多客期の季節急行列車として運行された。
- 1969年（昭和44年）5月 等級制度が廃止され、それまでの一等車はグリーン車、一等寝台車はA寝台車となり、二等車・二等寝台車はそれぞれ普通車・B寝台車となった。
  - 8月　赤穂線全線電化完成。
  - 10月 以下のように変更。
  - 「はと」は、季節1往復を定期に格上げして2往復となる。
  - 「しおじ」は、4往復に増発。
  - 「明星」は季節（週1本運休の他は毎日運転）1往復が新設。
  - 「とも」のうち1往復を赤穂線経由に、「おき」を山陽本線経由に変更。
- 1970年（昭和45年）3月 人員不足や営業時間の問題などで583系電車寝台列車の「月光」「明星」「金星」の食堂車が営業休止。
  - 10月 鹿児島本線全線、呉線電化完成。ダイヤ改正。
  - 「しおじ」5往復、「あさかぜ」3往復、「明星」2往復に増発。
  - 京都駅 - 西鹿児島駅間に583系電車の寝台特急「きりしま」新設。走行時間が長いため583系電車寝台列車では唯一食堂車も営業していた。
  - 「安芸」は、山陽本線経由となったうえで下関駅まで延長され、「あさかぜ」に格上げされて廃止。
  - 東京駅 - 西鹿児島駅間の「霧島」は「桜島」と改称。
  - 「宮島」が呉線経由となる。
  - 「吉備」1往復が山陽本線経由となり「山陽」に編入。「吉備」1往復（電車化）、「山陽」4往復となる。
  - 赤穂線経由の「とも」を大阪駅 - 呉駅間に運行区間を延長し電車急行「安芸」（新）を設定。
  - 季節急行「ながさき」は、新大阪駅 - 長崎駅間の運行となり、「雲仙」に統合。
  - 「なは」は、上記電化完成にもかかわらず、「日向」を併結していたため、電車化されず気動車特急のまま残った。
- 1971年（昭和46年）4月 「おき」に181系気動車を導入し、特急格上げ。運行区間も新大阪駅 - 出雲市駅間となる。

### 山陽新幹線岡山開業
- 1972年（昭和47年）3月 山陽新幹線の新大阪駅 - 岡山駅間が開業し、それに伴った大規模なダイヤ改正が行われる。山陽本線では新幹線と重複する新大阪駅 - 岡山駅の列車が大幅に削減され、その一方で新幹線との接続列車となる岡山以西の列車は増発された。その概要は以下のとおりである。

特急列車
- 岡山駅発着

「つばめ」 岡山駅 - 博多駅・熊本駅間に運行区間が短縮された代わりに、6往復へと大幅な増発がなされる。
「はと」 岡山駅 - 下関駅間に運行区間を短縮し、4往復となる。
「月光」 岡山駅 - 西鹿児島駅間1往復となる。（他に季節列車で岡山駅 - 博多駅間が1往復）
- 関西圏発着

「しおじ」 乗換えを嫌う乗客のため、新大阪駅 - 広島駅・下関駅間に3往復が存続。
「あかつき」 3往復（新大阪駅 - 西鹿児島駅・長崎駅、西鹿児島駅・佐世保駅、熊本駅・長崎駅間）に増発。
「明星」 4往復（京都駅、新大阪駅 - 博多駅、熊本駅）に増発。
「彗星」 2往復（新大阪駅 - 大分駅、宮崎駅）に増発。
※その他「かもめ」・「みどり」といった関西 - 九州間の昼行列車と、東京 - 九州間の寝台特急は変化なし。
- 廃止列車

「おき」…岡山駅発着としたうえで、「やくも」に改称。
急行列車
- 岡山駅発着

「玄海」 岡山駅 - 博多駅、熊本駅間に運行区間が短縮された代わりに、3往復となる。
「山陽」 岡山駅 - 広島駅、南岩国駅、下関駅間8往復に増発。また、下関駅 - 広島駅間に上りのみ1本運転。
「安芸」 岡山駅 - 呉駅、広島駅間（呉線経由）3往復となる。
- 関西圏発着

「つくし」 季節の昼行1往復を岡山駅発着とし、「玄海」に編入。昼行1往復（赤穂線経由）、夜行1往復となる。
「べっぷ」 季節3往復のうち1往復を定期列車に格上げ（本州内は「つくし」と併結、赤穂線経由）。
「屋久島」 「しろやま」を観光誘致のため改称。また、東京駅 - 西鹿児島駅間の季節列車も「屋久島」となった。
- 廃止列車

「ながと」…岡山駅発着となり、「山陽」に編入。
「宮島」…岡山駅発着となり、「安芸」に編入。
「しらぬい」…「玄海」に統合。
「やしろ」…「山陽」に統合。
「吉備」…「安芸」に統合。
「とも」…新幹線と大部分が競合するため廃止（岡山駅 - 三原駅間は新設された快速列車網に吸収）。
- - 10月 「つばめ」は7往復、「あかつき」は4往復に増発。「つばめ」・「はと」・「しおじ」をエル特急に指定。
- 1973年（昭和48年）3月 「みどり」、岡山駅 - 大分駅間に1往復新設し、2往復に。
  - 10月 以下のように変更。
  - 「つばめ」が8往復になり、うち1往復が西鹿児島駅発着になる。
  - 「はと」は5往復、「しおじ」も5往復に増発される。
  - 「なは」が電車化され、「日向」と分離して単独運転となる。
  - 「あかつき」は6往復、「彗星」は4往復（1往復は本州内で「あかつき」と併結）、「月光」は季節1往復が定期化されて2往復になる。
  - 「べっぷ」は定期・不定期含め全廃。
- 1974年（昭和49年）4月 日豊本線南宮崎駅まで電化完成。
  - 「日向」が電車化。
  - 「あかつき」が7往復、「彗星」は5往復に増発。「明星」は1往復が季節列車に格下げされて定期3往復となる。

なお、このころが山陽本線優等列車の最盛期といえるが、その山陽新幹線が開業する前の最後の年末輸送（1974年（昭和49年）12月27日 - 31日）時の様子を示すと、下記のようになる。
- 定期列車

昼行特急列車
「つばめ」（8往復） 岡山駅 - 博多駅、熊本駅、西鹿児島駅
「はと」（5往復） 岡山駅 - 下関駅
「しおじ」（5往復） 大阪駅、新大阪駅 - 広島駅、下関駅
「なは」 大阪駅 - 西鹿児島駅
「かもめ」 京都駅 - 長崎駅・佐世保駅（筑豊本線経由）
「みどり」（2往復） 大阪駅→大分駅、岡山駅→宮崎駅、大分駅→岡山駅、宮崎駅→新大阪駅
「日向」 大阪駅 - 宮崎駅
夜行特急列車
「はやぶさ」 東京駅 - 西鹿児島駅・長崎駅
「さくら」 東京駅 - 長崎駅・佐世保駅
「みずほ」 東京駅 - 熊本駅
「富士」 東京駅 - 西鹿児島駅（日豊本線経由）
「あさかぜ」（3往復） 東京駅 - 下関駅、博多駅
「金星」 名古屋駅 - 博多駅
「あかつき」（7往復） 新大阪駅 - 長崎駅、佐世保駅、熊本駅、西鹿児島駅
「明星」（3往復） 新大阪駅 - 博多駅、熊本駅
「きりしま」 京都駅 - 西鹿児島駅
「彗星」（5往復・内1往復は「あかつき」と併結） 新大阪駅 - 大分駅、宮崎駅、都城駅
「月光」（2往復） 岡山駅 - 博多駅、西鹿児島駅
昼行急行列車
「つくし」 大阪駅 - 博多駅（赤穂線経由）
「屋久島」 大阪駅 - 西鹿児島駅（九州内夜行）
「玄海」（3往復） 岡山駅 - 博多駅、熊本駅
「山陽」（下り7本、上り9本）岡山駅 - 広島駅、下関駅 広島駅 - 下関駅
「安芸」（3往復） 岡山駅 - 呉駅、広島駅（呉線経由）
「青島」 広島駅、門司港駅 - 西鹿児島駅（日豊本線経由）
「出島」 呉駅 - 長崎駅・佐世保駅
「はやとも」 広島駅 - 博多駅
夜行急行列車
「桜島」 東京駅 - 西鹿児島駅（鹿児島本線経由）
「高千穂」 東京駅 - 西鹿児島駅（「桜島」と併結。日豊本線経由）
「阿蘇」 名古屋駅 - 熊本駅
「天草」 京都駅 - 熊本駅（筑豊本線経由）
「雲仙」 京都駅 - 長崎駅
「西海」 大阪駅 - 佐世保駅
「日南」（2往復） 大阪駅 - 宮崎駅、都城駅
「つくし」 大阪駅 - 博多駅
「音戸」 大阪駅 - 下関駅、京都駅 - 広島駅（呉線経由）
- 季節列車・臨時列車

昼行特急列車
「つばめ」 岡山駅 - 博多駅
「はと」 岡山駅 - 下関駅
「しおじ」（3往復） 大阪駅 - 広島駅、下関駅
夜行特急列車
「あさかぜ」 東京駅 - 博多駅
「金星」 名古屋駅 - 熊本駅
昼行急行列車
「五島」 名古屋駅 - 長崎駅（九州内夜行）
「屋久島」（2往復） 大阪駅 - 西鹿児島駅（九州内夜行）
「ひとよし」（「屋久島」と併結） 大阪駅 - 人吉駅（九州内夜行）
「山陽」（3往復） 岡山駅 - 広島駅、下関駅
「関門」 広島駅 - 下関駅
「はやとも」 広島駅 - 博多駅
夜行急行列車
「あまみ」 名古屋駅 - 西鹿児島駅
「くまもと」 名古屋駅 - 八代駅
「高千穂」（「高千穂」と併結） 名古屋駅 - 宮崎駅
「屋久島」（2往復） 京都駅、新大阪駅 - 西鹿児島駅
「天草」 新大阪駅 - 熊本駅
「べっぷ」（2往復、1往復は「天草」と併結） 新大阪駅、大阪駅 - 大分駅
「日南」 大阪駅 - 宮崎駅
「西海」（「屋久島」と併結） 新大阪駅 - 佐世保駅
「壇の浦」 大阪駅 - 下関駅
「音戸」 大阪駅 - 下関駅（呉線経由）
「させぼ」 岡山駅 - 佐世保駅

### 山陽新幹線全線開業
- 1975年（昭和50年）3月10日 山陽新幹線岡山駅 - 博多駅間開業により、大規模なダイヤ改正。この当時、国鉄では財政が逼迫していたため、増収を図るべく料金の高額な新幹線にできるだけ旅客を移行させることを考え、東海道新幹線が開業したときのように一部の列車を存続させるようなことはせず[11]、昼行列車については全廃、夜行列車も大幅な削減と再編成をおこなうことになった。鹿児島本線・長崎本線系統の寝台特急に関しては、従来動力によって客車を「あかつき」、電車を「きりしま」「明星」としていたが、方面別に鹿児島本線方面を「なは」「明星」、長崎本線方面を「あかつき」とする形に整理された。なお、それまで急行列車が担っていた近距離の都市間輸送については、この改正で新設された快速列車が担うこととなった。
- 廃止列車

特急列車
「つばめ」・「はと」・「かもめ」・「みどり」・「しおじ」・「日向」・「月光」・「きりしま」・「なは」
急行列車
「桜島」・「高千穂」・「つくし」・「天草」・「屋久島」・「日南」・「音戸」・「山陽」・「玄海」・「安芸」・「青島」・「はやとも」・「長州」
※「出島」は九州内のみの運転となる。
- 本数削減

「あさかぜ」 3往復→2往復（東京駅 - 博多駅、下関駅）
「あかつき」 7往復→3往復（すべて長崎本線・佐世保線系統となる）
「彗星」 5往復→3往復
- 新設列車

特急列車
「なは」 新大阪駅 - 西鹿児島駅 583系電車（「きりしま」を改称）
「安芸」 新大阪駅 - 下関駅 20系客車（呉線経由・新大阪駅 - 下関駅間の「音戸」を特急に格上げ）
急行列車
「くにさき」 大阪駅 - 大分駅 客車（「日南」を区間短縮のうえ改称）
「阿蘇」 新大阪駅 - 熊本駅 客車（「天草」を改称）
- 増発列車

「明星」 定期3往復・不定期1往復→定期7往復（「あかつき」の鹿児島本線系統編成などを統合）
- その他

「はやぶさ」は東京駅 - 西鹿児島駅間に、「みずほ」は東京駅 - 熊本駅・長崎駅間に運行区間を変更。
「雲仙」・「西海」は併結列車（新大阪駅 - 長崎駅・佐世保駅）となった。
- 1978年（昭和53年）10月2日 山陽新幹線への乗客の移行が予想以上に進んだことや、1975年（昭和50年）11月に行われた料金値上げ（平均32.2%・グリーン料金は約92%）と国鉄労働組合（国労）・国鉄動力車労働組合（動労）などによる8日間連続に及ぶストライキ、さらに翌1976年（昭和51年）10月に行われた運賃・料金の50%値上げなどの影響で国鉄そのものの利用客数が減ったことから、「ゴー・サン・トオ」と呼ばれるダイヤ改正を実施し、夜行列車の整理が行われる。まず、「安芸」が、急行から特急に格上げられたもののさほどスピードアップしなかったことで実質的な「値上げ」と利用客に受け取られたことや、呉線内での時間帯の悪さなどが原因で利用客が低迷したことから廃止された。これ以外にも「明星」は4往復、「あかつき」も2往復に削減されたほか、「くにさき」と「阿蘇」も門司駅まで併結運転となる。
- 1980年（昭和55年）10月1日 このダイヤ改正では再び列車が削減され、急行「阿蘇」・「くにさき」・「雲仙」・「西海」廃止。山陽本線の定期夜行急行が消滅した。また、「明星」も1往復削減されて3往復となる。「彗星」も1往復削減により2往復に。
- 1982年（昭和57年）11月15日 このときのダイヤ改正で、「金星」は廃止（多客期に運転されていた臨時列車のみ引き続き臨時列車として残存、のち廃止）され、「明星」を1往復に削減。なおこれらの優等列車と貨物列車の削減によってダイヤに余裕ができたことから、山陽本線の広島駅 - 大野浦駅・岩国駅で、普通列車をそれまでの毎時1・2本から日中15分間隔にする国電・私鉄風のパターンダイヤが試験導入された。
- 1984年（昭和59年）2月1日 このときのダイヤ改正で、「明星」が「あかつき」と併結運転となり、「彗星」も1往復削減によって1往復となる。前年の中国自動車道の全線開通の影響もあって山陽本線の夜行列車の利用率がさらに低下したため、夜行列車の削減が再度実施された。「なは」は583系電車から24系客車に変更され、これにより583系電車を使用した列車は山陽本線から姿を消した。また、広島での試験導入がおおむね良好な成績を収めたことから、山陽本線・呉線の岡山駅 - 糸崎駅間、西条駅 - 広島駅間、呉駅 - 広島駅間でも同種の普通列車増発によるパターンダイヤを導入。以後、国鉄では「他交通機関との競争力を失った優等列車を削減する傍らで地域輸送列車を増発する」形のダイヤ改正が主流となっていくことになった。それと引き換えに、従来山陽本線・呉線の新幹線の恩恵を受けない都市と岡山・広島との連絡を目的に運転されていた快速列車は、普通列車の増発による利便性向上や中距離利用者のマイカー・バス利用への転移などもあって廃止された。
- 1986年（昭和61年）11月1日 「明星」は臨時列車に格下げされ、「あかつき」も1往復になる。また、このとき行われたダイヤ改正は翌1987年（昭和62年）4月に国鉄分割民営化によるJR発足も控えていたので、国鉄最後の大規模改正であるとともに分割民営化を前提としたものとなり、全国的に「地域密着型ダイヤ」というべき普通列車の増発が行われた。

### JR化以降

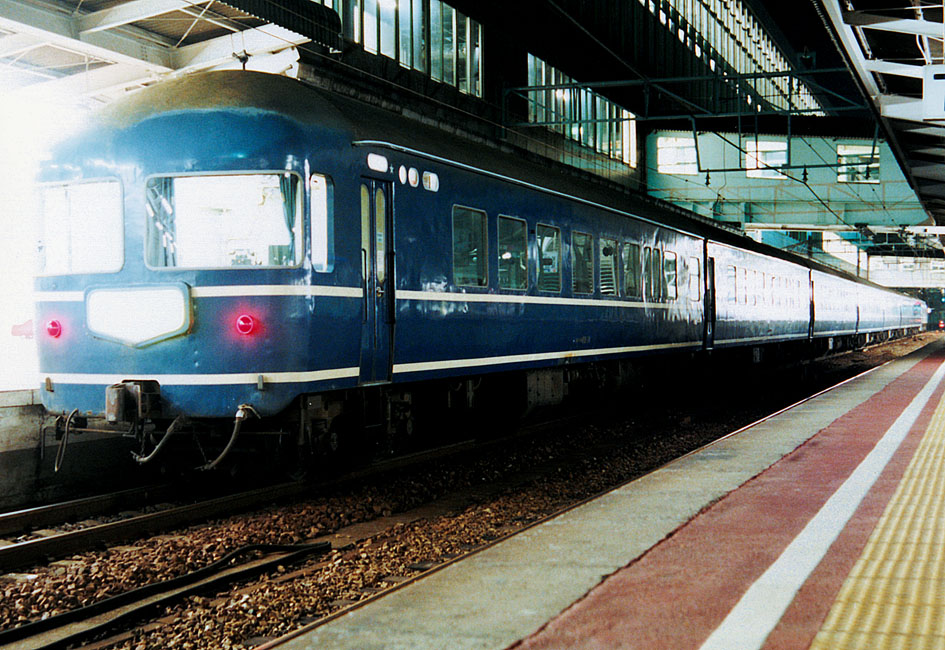
急行「玄海」
（1990年 岡山駅）

- 1987年（昭和62年）4月 国鉄分割民営化に伴い、山陽本線および東海道本線米原駅以西は西日本旅客鉄道（JR西日本）が所有することとなる。ただし、関門トンネルを介して下関駅 - 門司駅間は九州旅客鉄道（JR九州）が所管する。
- 1990年（平成2年）12月ごろ 品川駅・新大阪駅 - 博多駅・西鹿児島駅・長崎駅間に臨時急行「玄海」・「霧島」・「雲仙」運転開始。これは、もともと臨時寝台特急「あさかぜ81・82号」・「明星81・82号」（「明星」は、1986年（昭和61年）11月に臨時列車に格下げ）・「あかつき81・82号」だったが、使用されていた車両が20系客車だったため、急行に格下げられたものである。
- 1993年（平成5年）3月　臨時特急「金星」および臨時急行「玄海」の運転を取りやめ。
- 1994年（平成6年）12月 博多駅発着の「あさかぜ」1往復と「みずほ」が臨時列車に格下げ（後に消滅）。また、臨時急行「霧島」・「雲仙」の運転を取りやめ。
- 1999年（平成11年）12月 「さくら」と「はやぶさ」が併結運転（東京駅 - 鳥栖駅 - 長崎駅・熊本駅間）となる。
- 2000年（平成12年）3月 「あかつき」と「彗星」が併結運転（京都駅 - 門司駅 - 長崎駅・南宮崎駅）となる。

### 21世紀初頭・長距離優等列車運行の終焉とリバイバルトレイン
- 2002年（平成14年）11月 「しおじ」と「はと」がリバイバル運転[12]。使用車両は489系金沢車。
- 2005年（平成17年）3月 「さくら」と「あさかぜ」が廃止され、「はやぶさ」と「富士」が併結運転（東京駅 - 門司駅 - 熊本駅・大分駅間）となる。
  - 10月 「彗星」が廃止され、「なは」と「あかつき」が併結運転（京都駅 - 鳥栖駅 - 熊本駅・長崎駅間）となる。
- 2008年（平成20年）3月 「なは」と「あかつき」が廃止。
- 2009年（平成21年）3月 「はやぶさ」と「富士」が廃止。これにより、倉敷駅以西を走る定期優等列車の設定が無くなる。
- 2017年 （平成29年）6月「TWILIGHT EXPRESS 瑞風」が運行開始。
- 2019年 （平成30年）3月18日「らくラクはりま」が運行開始。通勤特急タイプでの運行。
- 2020年（令和2年）10月「WEST EXPRESS 銀河」が運行開始[13]。

## 列車名の由来
（五十音順）
- 「青島」（あおしま） 目的地宮崎県宮崎市の南部に位置する「青島」にちなむ。
- 「安芸」（あき） 目的地広島県西部の旧国名「安芸」にちなむ。
- 「あかつき」 明け方を表す言葉の「暁」にちなむ。
- 「あさかぜ」 朝に目的地に到着することから、朝吹く風の「朝風」にちなむ。
- 「阿蘇」（あそ） 目的地熊本県の「阿蘇山」にちなむ。
- 「天草」（あまくさ） 目的地熊本県の「天草諸島」にちなむ。
- 「あまみ」 目的地鹿児島県に属する「奄美大島」にちなむ。
- 「有明」（ありあけ） 目的地付近の湾「有明海」にちなむ。
- 「いそかぜ」 目的地宮崎県日南海岸の「磯に吹く風」にちなむ。
- 「雲仙」（うんぜん） 目的地長崎県にある火山の「雲仙岳」にちなむ。
- 「音戸」（おんど） 広島県呉市付近の瀬戸内海の海峡「音戸の瀬戸」にちなむ。
- 「海星」（かいせい） 「海（玄界灘）上空に輝く星」のイメージから。
- 「かもめ」 鳥の「カモメ」にちなむ。
- 「関門」（かんもん） 目的地山口県下関市から望める「関門海峡」にちなむ。
- 「吉備」（きび） 岡山県全域と広島県東部の旧国名「吉備」にちなむ。
- 「霧島」・「きりしま」 鹿児島県と宮崎県にまたがる「霧島山」にちなむ。
- 「金星」（きんせい） 太陽系惑星の「金星」にちなむ。
- 「くにさき」 大分県北部の「国東半島」にちなむ。
- 「くまもと」 目的地の「熊本」にちなむ。
- 「月光」（げっこう） 月の光を表す「月光」にちなむ。
- 「玄海」・「げんかい」 目的地付近の海域名「玄界灘」にちなむ。
- 「五島」（ごとう） 目的地の長崎県西方に位置する「五島列島」にちなむ。
- 「西海」（さいかい） 九州地方の海を表す「西海」にちなむ。
- 「櫻」・「さくら」 日本を象徴する花の「サクラ」にちなむ。
- 「桜島」（さくらじま） 目的地鹿児島県にある「桜島」にちなむ。
- 「させぼ」 目的地の「佐世保」にちなむ。
- 「さちかぜ」 「幸せを運ぶ風」の意味で作られた造語による。
- 「さつま」 目的地鹿児島県の旧国名「薩摩」にちなむ。
- 「山陽」（さんよう） 五畿七道の一つである「山陽道」と路線名にちなむ。
- 「しおかぜ」 瀬戸内海の「海から吹く塩気を含んだ風」にちなむ。
- 「しおじ」 瀬戸内海の「海流の流れる道」にちなむ。
- 「しらぬい」 有明海・八代海でみられる現象名「不知火」と、それにちなんだ八代海の別名「不知火海」にちなむ。
- 「しろやま」 目的地の鹿児島県鹿児島市にあり、西南戦争の激戦地であった「城山」にちなむ。
- 「彗星」（すいせい） 天体の「彗星」にちなむ。
- 「周防」（すおう） 目的地山口県東部の旧国名「周防」にちなむ。
- 「高千穂」・「たかちほ」 霧島山の「高千穂峰」にちなむ。
- 「壇の浦」（だんのうら） 目的地山口県下関市の「壇ノ浦の戦い」で有名な「壇ノ浦」にちなむ。
- 「長州」（ちょうしゅう） 目的地山口県西部の旧国名「長門」の別称「長州」にちなむ。
- 「筑紫」・「つくし」 目的地福岡県の旧国名「筑紫」にちなむ。
- 「つばめ」 鳥の「ツバメ」にちなむ。
- 「出島」（でじま） 目的地長崎県長崎市の「出島」にちなむ。
- 「とも」 広島県福山市の景勝地「鞆の浦」にちなむ。
- 「ながさき」 目的地の県名・市名「長崎」にちなむ。
- 「長門」・「ながと」 目的地山口県西部の旧国名「長門」にちなむ。
- 「ななうら」 「安芸の宮島」の景勝地である「七浦」にちなむ。
- 「なは」 沖縄の本土復帰を願い、その中心地で現在の県庁所在地でもある「那覇市」にちなんで命名。
- 「にしき」 山口県東部の錦帯橋で有名な「錦川」にちなむ。
- 「日南」（にちなん） 宮崎県にある国定公園の「日南海岸」にちなむ。
- 「はと」 鳥の「鳩」にちなむ。
- 「早鞆」・「はやとも」 関門海峡の「早鞆の瀬戸」にちなむ。
- 「はやぶさ」 鳥の「ハヤブサ」にちなむ。
- 「ひとよし」 目的地の「人吉」にちなむ。
- 「ひのくに」 目的地熊本県の旧国名「肥後」から出た「肥の国」の語による。
- 「日向」（ひゅうが） 目的地宮崎県の旧国名「日向」にちなむ。JR化後に設定された同名の特急列車「ひゅうが」もおなじ由来である。
- 「平戸」（ひらど） 長崎県の「平戸島」・「平戸市」にちなむ。
- 「びんご」 岡山県・広島県東部の旧国名「備後」にちなむ。
- 「富士」（ふじ） 日本を象徴する山の「富士山」にちなむ。
- 「ふたば」 広島駅に程近い「二葉山」（二葉の里）にちなむ。
- 「ぶんご」 目的地大分県の旧国名「豊後」にちなむ。
- 「平和」・「へいわ」 「平和」を願うという意味から。
- 「べっぷ」 目的地大分県の「別府市」・「別府温泉」にちなむ。
- 「みずしま」 岡山県の「水島灘」にちなむ。
- 「みずほ」 瑞々しい稲穂を表す言葉の「瑞穂」から。
- 「みどり」 爽やかな感じのする色の「緑」と、「太陽と緑の国」と呼ばれる九州にちなむ。
- 「宮島」（みやじま） 日本三景の「厳島」の通称「宮島」にちなむ。
- 「明星」（みょうじょう） 金星の異称「明星」にちなむ。
- 「屋久島」（やくしま） 目的地の鹿児島県に属する「屋久島」にちなむ。
- 「やしろ」 山口県にある屋代島（周防大島）の正式名「屋代島」にちなむ。
- 「夕月」（ゆうづき） 「夕方見える月」のイメージから。